# Фэн Ба
Фэн Ба (кит. трад. 馮跋, упр. 冯跋, пиньинь Féng Bá, ?-430), взрослое имя Вэньци (кит. 文起, пиньинь Wénqǐ), прозвище Цичжифа (кит. 乞直伐, пиньинь Qǐzhífá) — правитель государства Янь, существовавшего на северо-востоке современного Китая в эпоху «Шестнадцати варварских государств» (чтобы отличать от прочих государств, также носивших название «Янь», в исторических работах это государство называют «Северная Янь»). В качестве главы государства носил титул «небесный князь», получил посмертное имя Вэньчэн (кит. 文成, пиньинь Wénchéng) и храмовое имя Тай-цзу (кит. 太祖, пиньинь Tàizǔ).

## Биография
Фэн Хэ — дед Фэн Ба — был этническим китайцем, проживавшем в округе Шандан в эпоху, когда государство Северная Хань (Ранняя Чжао) завоевало эти земли у империи Цзинь. Фэн Ань — отец Фэн Ба — был генералом у Мужун Юна (последнего правителя государства Западная Янь). Когда в 394 году государство Западная Янь было уничтожено государством Поздняя Янь, семейство Фэн было переселено в старую яньскую столицу Лунчэн, где и вырос Фэн Ба (его прозвище Цичжифа явно имеет сяньбийское происхождение).
Во время правления императора Мужун Бао Фэн Ба стал генералом, и близко сошёлся с его приёмным сыном Мужун Юнем (ранее носившим фамилию «Гао»). Когда в 407 году новый правитель — «небесный князь» Мужун Си — отбыл из Лунчэна на похороны императрицы Фу, воспользовавшись его отъездом Фэн Ба поднял в Лунчэне восстание, взял штурмом дворец, закрыл городские ворота и провозгласил новым небесным князем Мужун Юня, который согласился возглавить восставших и вернул себе прежнюю фамилию «Гао». Мужун Си вернулся к Лунчэну, и приготовился атаковать город, но затем вдруг запаниковал и ударился в бега. Его генерал Мужун Ба попытался всё-таки взять Лунчэн, и поначалу ему даже сопутствовал успех, однако когда стало известно о бегстве Мужун Си, то наступление остановилось, и Мужун Ба был убит солдатами Фэн Ба. Мужун Си был пойман в лесу в гражданской одежде и доставлен к Гао Юню. Гао Юнь лично зачитал ему список его преступлений, после чего Мужун Си и его сыновья были обезглавлены.
Опасаясь за свою жизнь и за трон, Гао Юнь окружил себя мощной охраной, во главе которой были поставлены Ли Бань и Тао Жэнь. Дела управления страной взяли в свои руки Фэн Ба и его братья и кузены. В 409 году Гао Юнь по неизвестной причине был убит. Услышав о том, что во дворце что-то происходит, Фэн Ба поднял войска и стал ожидать прояснения ситуации, однако в это время его подчинённые Чжан Тай и Ли Сан проникли во дворец и убили Ли Баня и Тао Жэня, которые, якобы, и совершили цареубийство. После этого придворные предложили Фэн Ба занять трон, и он согласился. Гао Юнь с супругой были похоронены с императорскими почестями.
Фэн Ба сделал главным министром своего брата Фэн Суфу, а других родственников также назначил на важные государственные посты. Они смогли укрепить Северную Янь так, что та оказалась способной противостоять гораздо более мощной империи Северная Вэй.
В 410 году Фэн Вани (кузен Фэн Ба) и Фэн Жучэнь (сын другого кузена Фэн Ба), считавшие, что они внесли большой вклад в успех Фэн Ба, и недовольные тем, что им дали должности вне столицы, подняли восстание. Фэн Ба отправил против них своего брата Фэн Хуна и генерала Чжан Сина. Восстание было подавлено, а Фэн Вани и Фэн Жучэнь — казнены.
В 411 году жужаньский каган Юйцзюлюй Хулюй посватался к Лэлан (дочери Фэн Ба), предложив за неё 3000 коней. Полагая, что союз с Жужаньским каганатом является полезным делом, Фэн Ба согласился на этот брак. В 414 году Хулюй был свергнут своим племянником Булучжэнем и отправлен вместе с Лэлан в Северную Янь. Фэн Ба принял Хулюя как дорогого гостя, взял его дочь в наложницы, и при его отъезде дал ему в сопровождение отряд во главе с генералом Вань Лином, однако Вань Лин по пути убил Хулюя. Тем временем новым каганом жужаней стал Юйцзюлюй Датань, с которым Фэн Ба заключил союз.
В том же году северовэйский император прислал Хунююй Шимэня с предложением мира, однако Хунююй Шимэнь отказался входить во дворец, и потребовал, чтобы Фэн Ба вышел к нему и принял императорский эдикт как вассал. Фэн Ба отказался, и Хунююй Шимэня силой втащили во дворец и заставили опуститься на колени (так как он отказался кланяться), а затем бросили в тюрьму. Однако даже будучи заключённым Хунююй Шимэнь продолжал оскорблять Фэн Ба и отказывался признавать его более, чем северовэйским вассалом. Тем временем Фэн Ба заключил союз с Хэлянь Бобо (правителем государства Ся).
В 418 году войска Северной Вэй совершила неожиданное нападение на Северную Янь и осадили столицу, но Фэн Ба смог защитить город, и северовэйские войска ушли, забрав с собой 10.000 семейств. В последующие годы Вэй сосредоточилась на борьбе с Ся и южнокитайским государством Сун, и не трогала Янь.
В 426 году скончался наследник престола Фэн Юн, и новым наследником престола был назначен Фэн И.
В 430 году Фэн Ба серьёзно заболел, и издал указ о передаче власти Фэн И, однако его любимая наложница Сун, действовавшая в интересах собственного сына Фэн Шоуцзюя, сказала Фэн И, что Фэн Ба скоро поправится, и что ему не следует спешить принимать полномочия. Фэн И согласился, и удалился в свой дворец, а Сун издала фальшивый указ от имени Фэн Ба, прерывающий все внешние связи с резиденцией Фэн Ба, которого не дозволялось навещать даже сыновьям; во дворец дозволялось входить лишь стоявшему во главе охраны Ху Фу. Однако Ху Фу был недоволен амбициями Сун и тайно проинформировал о её намерениях стоявшего во главе правительства Фэн Хуна. Фэн Хун немедленно атаковал дворец и взял его под контроль. Узнав о происходящем, Фэн Ба скончался от потрясения. Фэн Хун сам занял трон и, разгромив войска Фэн И, убил всех сыновей Фэн Ба.